# Gas Company Tower
Gas Company Tower – wieżowiec w Los Angeles, w dzielnicy Bunker Hill, w centrum miasta, w stanie Kalifornia, w Stanach Zjednoczonych, o wysokości 228 m. Budynek został otwarty w 1991, posiada 52 kondygnacje.